# Tylotropidiopsis abrepta
Tylotropidiopsis abrepta är en insektsart som beskrevs av Sergey Storozhenko 1992. Tylotropidiopsis abrepta ingår i släktet Tylotropidiopsis och familjen gräshoppor. Inga underarter finns listade i Catalogue of Life.